# Laboulbenia pterostichi
Laboulbenia pterostichi är en svampart som tillhör divisionen sporsäcksvampar, och som beskrevs av Roland Thaxter. Laboulbenia pterostichi ingår i släktet Laboulbenia, och familjen Laboulbeniaceae. Arten är reproducerande i Sverige.